# 장치윈

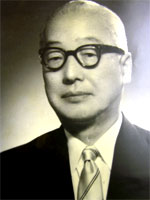
장치윈

장치윈(張其昀, 1901년 9월 29일 ~ 1985년 8월 26일)은 중화민국의 사학자, 지리학자, 정치인이다. 저장성 닝보시 출신으로 중국 문화 대학과 난하이 대학을 설립했으며 1954년 5월 27일부터 1958년 7월 14일까지 중화민국 교육부장관을 역임했다. 중문대사전 편집장이었다.
난징 대학에서 사학과와 지리학과를 졸업했는데 이곳에서 류이정, 주커전, 류보밍같은 학자들로부터 배웠다. 그의 아들은 중화민국의 교육자 장징후다.